# Vojčice
Vojčice (Hongaars: Vécse) is een Slowaakse gemeente in de regio Košice en maakt deel uit van het district Trebišov.
Vojčice telt 2.170 inwoners.

## Geboren
- Lya De Putti (1897-1931), actrice